# Chaetostricha walkeri
Chaetostricha walkeri is een vliesvleugelig insect uit de familie Trichogrammatidae. De wetenschappelijke naam is voor het eerst geldig gepubliceerd in 1851 door Förster.